# Find Your Warrior
Find Your Warrior es el primer episodio y estreno de la quinta temporada y cuadragésimo tercer episodio a lo largo de la serie de drama y ciencia ficción de TNT Falling Skies. Fue escrito por David Eick y dirigido por Olatunde Osunsanmi. Fue estrenado el 28 de junio de 2015 en Estados Unidos.
La vida de Tom pende de un hilo mientras el Beamer en el que viaja naufraga en el espacio; Tom se encuentra con un invitado sorpresa; Anne a regañadientes se pone en los zapatos de Tom para ayudar a dirigir a la 2nd Mass.

## Argumento
Tom regresa de manera inexplicable a la Tierra y se reúne con la 2nd Mass, dándoles un discurso sobre aprovechar que los Espheni están debilitados e indefensos para dar el golpe final y así poder ganar la guerra por el planeta. La 2nd Mass se divide en tres grupos para eliminar a los Skitters, sin embargo, el grupo de Tom cae en una trampa por unos Skitters que aún actúan organizados -a diferencia de los que el grupo de Hal encontró. Esto los lleva a creer que aún estaban bajo las órdenes de un Supremo, por lo que se dan a la tarea de encontrarlo. En la misión, Denny es asesinada por unos Skitters y Ben es poseído por el Supremo, quien planea usarlo como ventaja contra Tom, pero este lo asesina. Finalmente, durante el funeral de Denny, Tom descubre un insecto saliendo de su cuerpo.

## Elenco
| - Noah Wyle como Tom Mason. - Moon Bloodgood como Anne Glass. - Drew Roy como Hal Mason. - Connor Jessup como Ben Mason. - Maxim Knight como Matt Mason. - Colin Cunningham como John Pope. - Sarah Sanguin Carter como Maggie. - Mpho Koahu como Anthony. - Doug Jones como Cochise. - Will Patton como Daniel Weaver. | - Megan Danso como Denny. - John DeSantis como Shaq. - Jennifer Ferrin como Rebecca Mason. - Treva Etienne como Dingaan Botha. - Mira Sorvino como Sara. |

## Continuidad
- Este es el estreno de la quinta temporada de la serie.
- Tom regresa a la Tierra y confirma la muerte de Lexi.
- Hal le dice a Maggie que está enamorado de ella.
- Tom asesina al último Supremo en la Tierra.
- Denny muere en este episodio.

## Recepción

### Recepción de la crítica
Chris Carabott de IGN calificó al episodio como grandioso y le otorgó una puntuación de 8.6 sobre 10, comentando: "Find Your Warrior es un comienzo fuerte para la temporada final de Falling Skies. La rabia interna de Tom emergiendo a la superficie, definitivamente trajo un nuevo tipo de energía para la serie. Su actitud sin sentido es, sin duda refrescante, aunque puede ser un poco temerosa a veces. Va a ser interesante ver cómo se aborda en los próximos episodios".

### Recepción del público
En Estados Unidos, Find Your Warrior fue visto por 2.04 millones de espectadores, recibiendo 0.5 millones de espectadores entre los 18 y 49 años, de acuerdo con Nielsen Media Research.